# ブラック・バード (ドナルド・バードのアルバム)
『ブラック・バード』（Black Byrd）は、アメリカ合衆国のジャズ・トランペット奏者、ドナルド・バードが1972年に録音・1973年に発表したスタジオ・アルバム。以前モータウンのスタッフだったフォンス・マイゼルと、彼の弟ラリーによるマイゼル兄弟が全面参加した。

## 反響
アメリカでは総合アルバム・チャートのBillboard 200で36位に達し、自身初の全米トップ40アルバムとなった。また、『ビルボード』のジャズ・アルバム・チャートでは初の1位獲得を果たし、R&Bアルバム・チャートでは2位を記録した。本作からのシングル「ブラック・バード」は、『ビルボード』のR&Bシングル・チャートで19位に達した。

## 評価・影響
第16回グラミー賞では、最優秀R&Bインストゥルメンタル・パフォーマンス賞にノミネートされた。スティーヴ・ヒューイはオールミュージックにおいて満点の5点を付け「バードは本作でジャズ・ミュージシャンとしては初めて、当時のファンクの、祝祭のごときサウンドとスタイルを全面的に取り入れており、マイルス・デイヴィスのダークで混沌としたジャングル・ファンクとは対照的に、明るく爽やかで踊れる音楽性となっている」「バードはその後も、『ストリート・レディ』、そして傑作『プレイシズ・アンド・スペイシズ』といったアルバムで、こうした音楽性を磨き続けていったが、『ブラック・バード』は、彼の大きな転機となった重要作である」と評している。
レミー・シャンドは2013年、本作収録曲「ホエア・アー・ウィ・ゴーイング」のカヴァーを配信した。

## 収録曲
特記なき楽曲はラリー・マイゼル作。
1. フライト・タイム - "Flight Time" - 8:32
2. ブラック・バード - "Black Byrd" - 7:22
3. ラヴズ・ソー・ファー・アウェイ - "Love's So Far Away" - 6:05
4. Mr.トーマス - "Mr. Thomas" (Larry Mizell, Warren Jordan) - 5:07
5. スカイ・ハイ - "Sky High" - 6:00
6. スロップ・ジャー・ブルース - "Slop Jar Blues" - 5:43
7. ホエア・アー・ウィ・ゴーイング - "Where Are We Going?" (L. Mizell, Larry Gordon) - 4:37

## 参加ミュージシャン
- ドナルド・バード - トランペット、フリューゲルホルン、ボーカル
- フォンス・マイゼル - トランペット
- ラリー・マイゼル - ボーカル、アレンジ
- ロジャー・グレン - フルート、アルトフルート、サクソフォーン
- ジョー・サンプル - ピアノ、エレクトリックピアノ
- フレディー・ペレン - エレクトリックピアノ、シンセサイザー、ボーカル
- ディーン・パークス -  ギター(on #1, #4)
- デイヴィッド・T・ウォーカー - ギター(on #2, #3, #5, #6, #7)
- ウィルトン・フェルダー - エレクトリックベース(on #1, #4)
- チャック・レイニー - エレクトリックベース(on #2, #3, #5, #6, #7)
- ハーヴィー・メイソン - ドラムス
- ボビー・ポーター・ホール - パーカッション(on #1, #4)
- ステファニー・スプルイル - コンガ、タンバリン(on #2, #3, #5, #6, #7)